# Mabel Vernon
Mabel Vernon (Wilmington, 19 de septiembre de 1883-Washington, 2 de septiembre de 1975) fue una líder del movimiento sufragista en Estados Unidos, pacifista y activista por los derechos de las mujeres. Fue una de las principales integrantes de la Unión del Congreso por el Sufragio Femenino y del Partido Nacional de la Mujer y ayudó a organizar las protestas de las Centinelas Silenciosas ante la Casa Blanca durante el mandato presidencial de Woodrow Wilson. Posteriormente se comprometió con la Liga Internacional por la Paz y la Libertad.

## Contexto histórico
El sufragismo fue un movimiento internacional de reivindicación del derecho de las mujeres a ejercer el voto. Originado en el Reino Unido y Estados Unidos a finales de la década de 1840, desde 1865 se extendió a gran parte de los países europeos cuando las defensoras del sufragio femenino iniciaron un activismo muy activo.
Se considera que fue en 1848 cuando nació el movimiento sufragista de manera formal con el Manifiesto de Seneca Falls, la primera convención por los derechos de la mujer en Estados Unidos. El documento central se inspiró en la Declaración de Independencia del país y proclamaba que los hombres y las mujeres son creados iguales. Entre sus demandas más destacadas estaba el derecho al voto, una exigencia que encendió el movimiento sufragista y alentó debates internacionales sobre los derechos de las mujeres. El primer país en autorizar el voto femenino a las mujeres mayores de 21 años fue Nueva Zelanda, el 19 de septiembre de 1893.

## Biografía
Nació en Wilmington, Delaware, en el seno de una numerosa familia cuáquera presbiteriana formada por Mary Vernon (1843-1933), de soltera Hooton, y George Washington Vernon (1820-1901), editor y director del Wilmington Daily Republican. Se graduó en la Wilmington Friends School en 1901. Posteriormente, asistió al Swarthmore College, en donde coincidió con la que sería su compañera en la actividad sufragista Alice Paul. Después de graduarse en 1906 ejerció de profesora de latín y alemán en la escuela secundaria Radnor de Wayne, Pensilvania.
En 1924 regresó a la universidad y obtuvo una maestría en ciencias políticas por la Universidad de Columbia. Durante sus estudios universitarios, ganó varios premios como polemista.
A lo largo de su vida, participó en organizaciones feministas, dio conferencias, presionó, presentó peticiones, recaudó fondos y promovió incansablemente temas relacionados con los derechos de las mujeres, la igualdad y la paz.
A partir de 1951, Vernon vivió en Washington, D. C. con su compañera y también activista Consuelo Reyes-Calderón, a la que conoció al llegar ésta a Estados Unidos desde Costa Rica en 1942. Reyes-Calderón contribuyó a la redacción de la autobiografía de Vernon, Speaker for Suffrage and Petitioner for Peace.
Falleció el 2 de septiembre de 1975.

### Trayectoria sufragista
En 1912 fue la primera persona que Alice Paul reclutó para participar en la convención de 1912 de la Asociación Nacional pro Sufragio de la Mujer (National American Woman Suffrage Association-NAWSA) en Filadelfia, donde fue acomodadora. Vernon se unió a Lucy Burns y Paul como parte del Comité del Congreso de esta asociación para organizar la Procesión del Sufragio Femenino que se celebraría en marzo de 1913, coincidiendo con la toma de posesión de Woodrow Wilson. Fue la primera gran manifestación feminista en la capital estadounidense, caracterizándose tanto por su magnitud como por la respuesta hostil del público hacia las participantes. Durante el verano del mismo año, Vernon y otras compañeras hicieron campaña por el sufragio en Rhode Island, Nueva Jersey y Long Island.

Por invitación de Paul, trabajó como recaudadora de fondos y reclutadora regional para la Unión del Congreso para el Sufragio Femenino (CUWS) poco después de su fundación en 1913. Fue una de las principales integrantes de la Unión, junto con Olympia Brown, Inez Milholland, Crystal Eastman, Lucy Burns y la propia Alice Paul. Pronto encabezó la iniciativa para establecer sucursales  en varios estados del oeste y organizar eventos y reuniones en ciudades importantes. A finales del  mismo 1913, y junto con otras muchas personas, testificó a favor del sufragio femenino ante el Comité Judicial de la Cámara de Representantes.

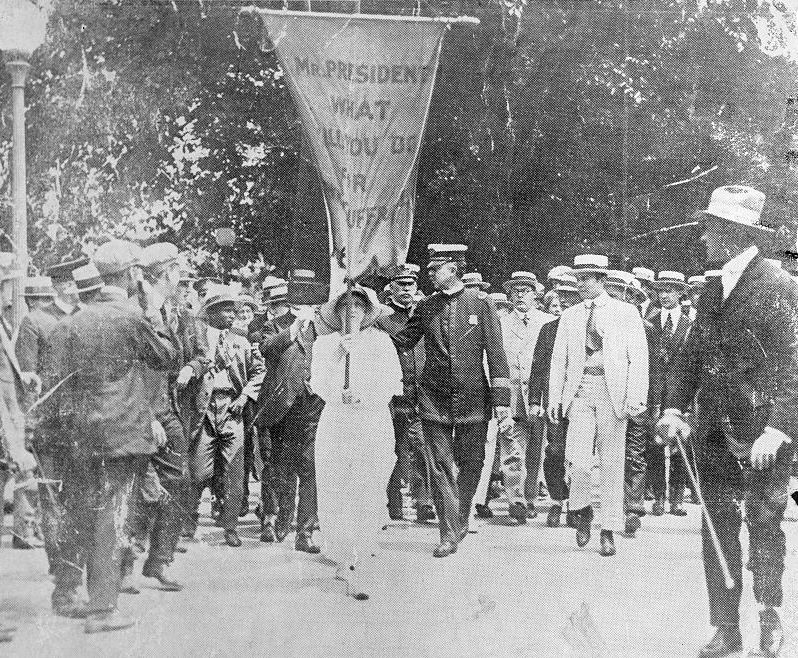
Marcha de protesta hacia la Casa Blanca en 1917 encabezada por Vernon

En una reunión celebrada en junio de 1916 en Chicago, las mujeres de los estados que habían aprobado el derecho femenino al voto se reunieron para formar el Partido Nacional de la Mujer. Aunque el Partido Demócrata había adoptado una postura que defendía el derecho de cada estado a decidir, seguía bloqueando el sufragio femenino nacional. Frustrada por la situación, Vernon, desplegando pancartas sufragistas junto con otras mujeres, interrumpió al presidente Woodrow Wilson durante el discurso que éste pronunciaba en Washington el 4 de julio con ocasión del día de la Independencia. Wilson desestimó la pregunta y, cuando Vernon la repitió más tarde, la policía le ordenó que abandonara el lugar.

Señor Presidente, si sinceramente desea promover los intereses de todo el pueblo, ¿por qué se opone al sufragio nacional de las mujeres?
Mabel Vernon. 4 de julio de 1916

Desde el Partido Nacional de la Mujer, fue una organizadora clave de la campaña iniciada el 10 de enero de 1917 por las conocidas como Centinelas Silenciosas para reclamar el sufragio femenino. Vernon fue la responsable de asegurar que hubiera suficientes voluntarias para mantener un piquete diario de protesta frente a la Casa Blanca. Se organizaron días temáticos en los que las personas voluntarias provenían de ciertos estados o determinadas profesiones para exigir la participación política de las mujeres en completa igualdad. Su estrategia garantizó una constante cobertura mediática durante los 18 meses de la campaña. Estas acciones contaron con la participación de miles de mujeres y culminaron con el arresto de muchas de ellas. Vernon estuvo entre las primeras seis mujeres detenidas mientras protestaban, acusadas de obstrucción del tráfico. Fueron juzgadas y declaradas culpables el 26 de junio de 1917. Cada una de ellas fue condenada a pagar una multa de 25 dólares o pasar tres días en prisión. Todas insistieron en su inocencia y se negaron a pagar la multa.

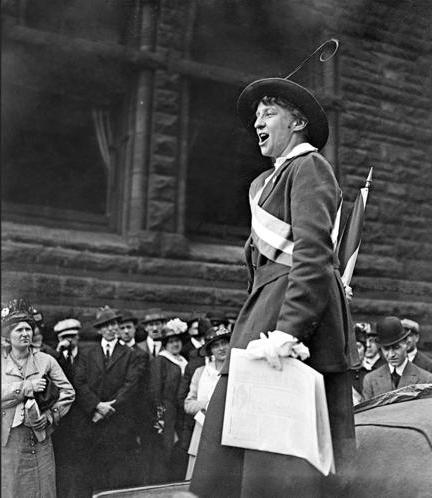
Mabel Vernon hablando en público en Chicago en 1916

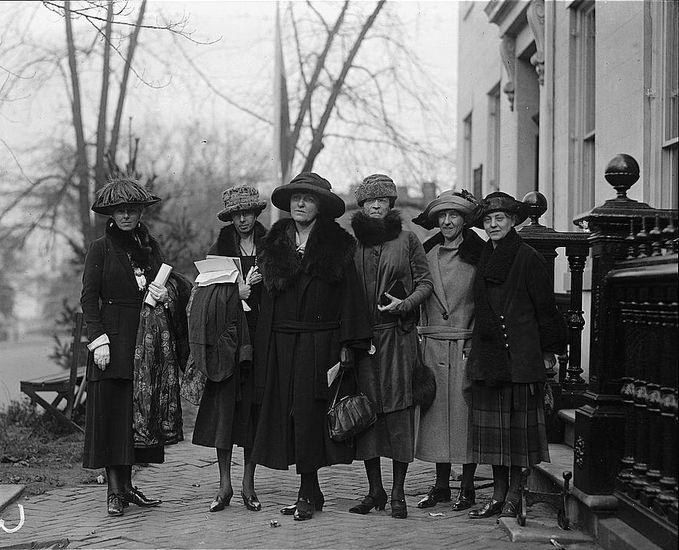
Asistentes a una reunión en 1922 del Partido de la Mujer. A la derecha, Mabel Vernon.

En marzo de 1917, se decidió la fusión entre la Unión del Congreso y el Partido Nacional de la Mujer. Tras la votación, Vernon fue elegida secretaria ejecutiva de este último.
En febrero de 1919, junto con otras mujeres del Partido Nacional de la Mujer (NWP), participó en el abordamiento de un tren en el que iniciaron una gira conocida como Prison Special: vestidas con sus uniformes de presidiarias visitaron ciudades de todo el país en las que se dirigieron a grandes multitudes explicando sus experiencias como prisioneras políticas a raíz de sus detenciones junto a la Casa Blanca. La gira, que contribuyó a disipar los temores populares a la militancia del NWP y a generar simpatía por los sacrificios que las activistas habían hecho por la causa del sufragio, concluyó en marzo de 1919. También ayudó a crear más apoyo para el esfuerzo de ratificación que terminó con la aprobación de la Decimonovena Enmienda el 26 de agosto de 1920.
En los años posteriores a la aprobación de la Decimonovena Enmienda, Vernon apoyó incondicionalmente a las candidatas al Congreso y presionó a favor de la Enmienda de Igualdad de Derechos (ERA). Muy involucrada en la campaña Mujeres para el Congreso, participó en un viaje transcontinental en automóvil en 1926 que promovió el apoyo a las candidatas.

### Trayectoria pacifista
Hacia 1930, abandonó el Partido Nacional de la Mujer y las actividades estrictamente feministas para dedicarse a las relaciones internacionales, la paz y el desarme, muy especialmente en Iberoamérica. Se unió a la Liga Internacional de Mujeres por la Paz y la Libertad (LIMPAL) y se convirtió en una exitosa recaudadora de fondos y organizadora de caravanas internacionales como la Caravana de la Paz de 1931, que recogió peticiones para la Conferencia Internacional de Desarme de 1932 en Ginebra. Vernon representó a Estados Unidos en la conferencia de la LIMPAL de 1934 en Zúrich y en Ginebra en 1935. En la década de 1940 dirigió el Comité del Mandato de los Pueblos para la Paz, la Cooperación Interamericana y la Comisión Interamericana de Mujeres. Gracias a su diligente labor, Vernon asistió a la fundación de las Naciones Unidas en San Francisco como miembro de la delegación interamericana.